# R33 (dirigibile)
L'R33 era un dirigibile rigido britannico. Fu uno dei dirigibili britannici di maggior successo (anche se non raggiunse la fama della aeronave “sorella” R34), rimanendo in servizio per 10 anni, sopravvivendo anche ad una tempesta che ne danneggiò gravemente la prua. Venne soprannominato "Pulham Pig", il Porcellino di Pulham dagli abitanti di Pulham Market, nel Norfolk dove era situata la sua base, ed è tuttora ricordato nello stemma cittadino.

## Storia

### Origine del progetto
Il progetto del R33 ha origine durante la prima guerra mondiale. Nel 1916 il Regno Unito aveva appena iniziato lo sviluppo del programma per una nuova serie (classe) di dirigibili rigidi, designata 30: i primi due esemplari R31 ed R32 erano in fase di completamento presso le officine dei fratelli Short, mentre l'R33 e l'R34 erano ancora nella fase di sviluppo del progetto. Nell'autunno di quell'anno, il progetto di queste due aeronavi subì una svolta fondamentale con l'abbattimento sul suolo britannico dello zeppelin tedesco L33 (LZ 76). L'L33 era stato colpito durante un'incursione sull'Inghilterra nella notte tra il 23/24 settembre 1916. I colpi all'involucro non erano riusciti a incendiarlo, ma le perdite di idrogeno avevano costretto lo zeppelin ad un atterraggio di fortuna. Sebbene l'equipaggio tedesco avesse tentato di distruggere il dirigibile dandogli fuoco dopo l'atterraggio, i danni allo scheletro ed ai motori furono di modesta entità, proprio perché a causa dei danni, era rimasto poco gas nelle celle.
Il relitto, accuratamente esaminato per 5 mesi permise ai britannici di svelare i segreti della tecnologia più avanzata nel campo dei dirigibili rigidi.
I progetti esistenti del R33 ed R34 vennero, quindi, modificati in modo da adottare le soluzioni tecniche dello zeppelin. La realizzazione del R33 venne affidata alla Armstrong-Whitworth presso Selby (Yorkshire), mentre quella del R34 alla Wiliam Beardmore &Co.. L'assemblaggio del R33 iniziò nel 1918.
Il dirigibile era caratterizzato da un involucro aerodinamico a poppa e prua con la sezione centrale cilindrica. La gondola di comando era in posizione avanzata e separata dall'involucro. Essa era poi separata dal rispettivo motore da uno spazio vuoto, a differenza degli zeppelin omologhi dove uno dei motori era installato sulla gondola di comando. In tal modo si evitava che le vibrazioni del motore potessero essere trasmesse agli apparati radio di comunicazione e rilevazione. Due motori erano installati ai lati dello scafo, il quarto dietro la seconda gondola ed il quinto verso la poppa del dirigibile.

### In servizio
Dopo il varo del 6 marzo 1919 venne trasferito presso la base di Pulham Market (Norfolk) dove venne utilizzato per prove di durata, voli dimostrativi e pubblicitari. Questi ultimi, sulle principali città britanniche, servivano per pubblicizzare l'immissione sul mercato dei Victory Bond (Obbligazioni statali). In alcuni di questi voli una banda musicale si esibì sulla piattaforma superiore (dove era montata una mitragliatrice contraerea), anche se l'”acustica” risultò probabilmente poco appagante per gli spettatori più in basso.
Nel 1920 l'aeronave venne “demilitarizzata”, assumendo la registrazione civile GFAAG. Venne quindi dotata di letti e cucine.  inizialmente venne impiegata per sperimentare nuove tecniche per l'attracco presso il nuovo pilone d'ormeggio che era stato eretto a Pulham. Durante questi test emerse come il dirigibile poteva attraccare senza problemi anche in presenza di condizioni meteo non favorevoli.
Nel maggio 1920 fu protagonista di un curioso test, in cui un Sopwith Camel senza pilota venne lanciato (con il motore acceso) dal dirigibile sopra una zona disabitata. Scopo dell'esperimento era provare dei nuovi serbatoi aeronautici a prova di incidente. Infatti, il piccolo biplano pur schiantandosi al suolo non prese fuoco.
Nell'autunno del 1920, nell'ambito delle politiche economiche di risparmio del dopoguerra, il Ministero impose un blocco generale alle attività relative ai dirigibili. Il blocco non aveva, comunque, effetto immediato dando una proroga di circa un anno. In questo periodo, l'R33 fu sottoposto a revisione, impiegato per ulteriori test ed utilizzato per assistere la polizia nel controllo del traffico durante le corse di Ascot ed Epsom. Infine, venne immagazzinato presso gli hangar di Cardington.
Il blocco per l'R33 terminò solo il 2 aprile 1925, dopo quasi 4 anni, quando l'aeronave, dopo un periodo di ricondizionamento ed ammodernamento, poté tornare a volare nell'ambito dello sviluppo del programma per le Imperial Airship, dirigibili civili destinati ad operare sulle lunghe rotte dell'Impero britannico.

### Incidente
Nella notte tra il 16 ed il 17 aprile 1925 l'R33 venne strappato via dal suo pilone d'ormeggio a Pulham da una violenta raffica di vento durante una tempesta e alla mercé dei venti si ritrovò alla deriva con solo alcuni uomini dell'equipaggio a bordo. Lo “strappo” dal pilone aveva sfondato la prua del dirigibile, causando la perdita del gas dalla prima cella stagna e, quindi, l'appruamento del dirigibile, aggravato dalle perdite d'acqua dei serbatoi per il bilanciamento dell'aeronave che erano stati anch'essi in parte danneggiati. Tale inclinazione verso prua, veniva aggravata dalla pioggia che per la tempesta entrava nell'involucro dalla falla anteriore, sbilanciando ulteriormente l'aeronave.
Gli uomini a bordo avviarono i motori riuscendo a riprendere un po' di quota e si attrezzarono per impedire che la cella N°2 potesse essere forata dalle travature danneggiate al momento dell'incidente. Nonostante i loro sforzi l'R33 venne sospinto sul Mare del Nord. Nel timore che potesse precipitare in mare, venne allertata una nave, la HMS Godetia, che si mosse dal vicino porto di Lowestoft. Imbarcazioni di salvataggio locali provarono a prendere il mare per rimanere in vista del dirigibile, ma furono costrette a rientrare a causa delle pessime condizioni meteorologiche.
Dopo 5 ore dal distacco dal pilone d'ormeggio il dirigibile era tornato sotto il controllo dell'equipaggio, ma continuava ad essere sospinto lontano dalle coste britanniche, verso il continente e le coste olandesi. Per questo motivo venne ordinato all'R33 di atterrare presso Colonia dove i tedeschi avrebbero potuto assistere l'aeronave nelle operazioni d'atterraggio. Nella tarda serata il dirigibile era ormai in grado di tenere la propria posizione sopra la costa olandese, l'equipaggio continuò il sorvolo della zona fino alle 05:00 del mattino, quando fu possibile far riprendere al dirigibile la rotta verso casa. Otto ore dopo era arrivato sulla costa inglese nel Suffolk e alle 13:50 rientrò a Pulham, e lì venne destinato in un hangar accanto al dirigibile R36 per le necessarie riparazioni. Per la loro impresa, gli uomini dell'equipaggio furono ricompensati da orologi donati dal re Giorgio V del Regno Unito, ed al sergente "Sky" Hunt, sottufficiale comandante (il più alto di grado tra gli uomini d'equipaggio a bordo), venne conferita l'Air Force Medal. Il sergente insistette perché fosse considerata come conferita all'intero equipaggio che aveva brillantemente risolto una così rischiosa situazione.
In ottobre l'aeronave riparata venne utilizzata per effettuare prove che avrebbero fornito dati per la costruzione del nuovo dirigibile R101 destinato al servizio passeggeri.

### Caccia parassita

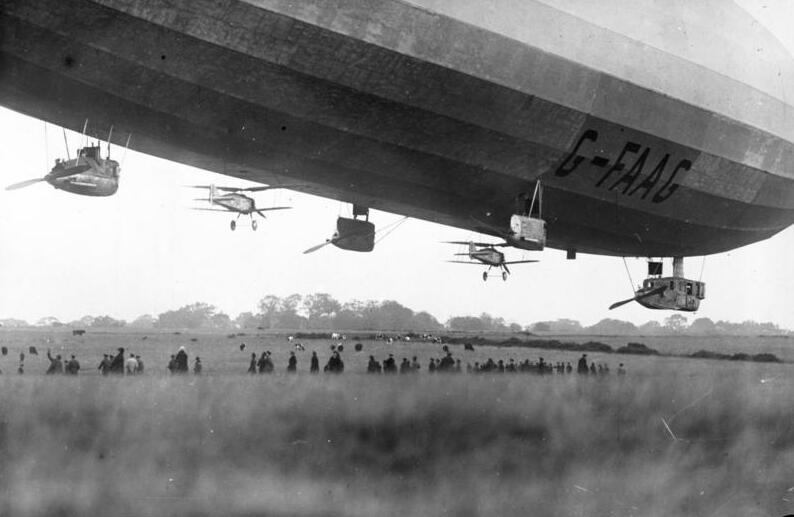
Dettaglio dei due Gloster Grebe agganciati sotto l'aeronave

Al termine dei test per la costruzione del R101, per l'R33 iniziò, a metà ottobre, una nuova fase sperimentale per testare il lancio di aerei dal dirigibile. I britannici avevano già tentato un simile esperimento nel 1918 lanciando un Sopwith Camel dal dirigibile HMA 23.
Per le prime prove venne scelto un monoplano ultraleggero, il de Havilland DH.53 Humming Bird. Vennero eseguiti con successo alcuni lanci, ma le operazioni di recupero si rivelarono più complesse e solo nel dicembre dello stesso anno si riuscì nell'effettuare l'operazione completa di lancio e recupero.
Nell'ottobre del 1926 l'esperimento venne ritentato con due caccia Gloster Grebe, velivoli del peso di circa 1 tonnellata ciascuno. L'esperimento ebbe luogo il 21 ottobre da una quota di circa 610 m, dopo il lancio dal dirigibile i due Grebe fecero ritorno alla base. Nonostante l'esperimento fosse stato compiuto con successo, non ci furono ulteriori seguiti.
L'R33 fece ritorno a Pulham Market, dove dopo circa due anni, venne smantellato quando emersero segni di affaticamento nel telaio d'alluminio.

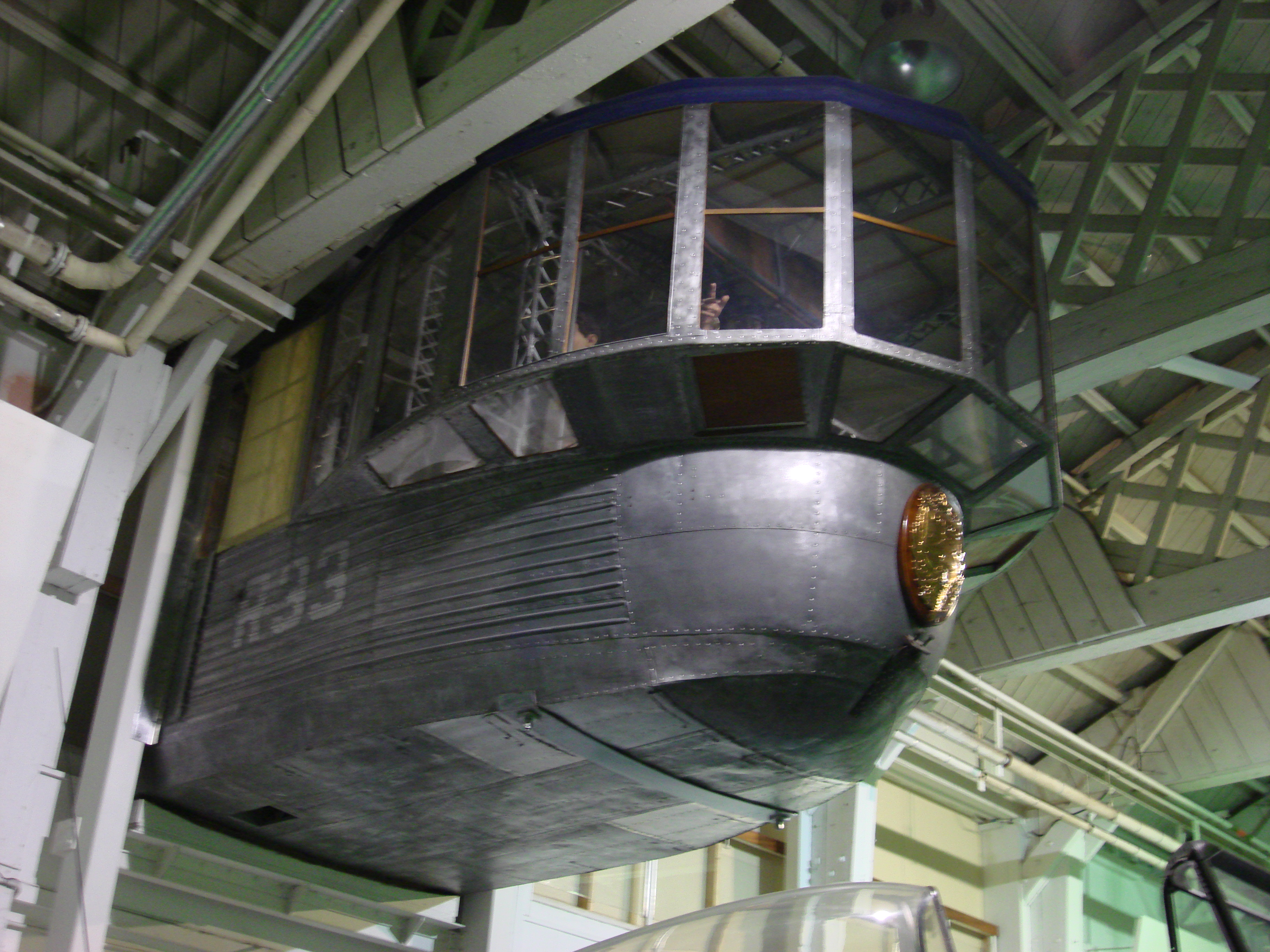
La parte anteriore della gondola al Museo di Hendon, 2008

La parte anteriore della gondola di comando è conservata presso il museo della RAF di Hendon.